# Il grande veleno
Il grande veleno è un film muto italiano del 1915 diretto da Eugenio Testa.